# Santissime Anime del Purgatorio (Ragusa)
A Santissime Anime del Purgatorio (azaz a Purgatórium Szent Lelkei) egy ragusai templom.

## Története
A templomot a 17. század közepén építették a Mazza-család megbízásából, 1658. május 6-án szentelték fel. Az 1693-as földrengés során súlyosan megrongálódott, de használható állapotban mardat. Időlegesen itt tartották a San Giovanni Battista-templom hívei a miséket, amíg új templomuk felépült. 1729-ben a templom a San Giorgio egyházkerületnek lett alárendelve. A 18. század elején megépült a templom épületétől különálló harangtorony. Ezt az egykori bizánci védőfalak egy részlete választotta el a templom épületétől. Mivel kicsinynek bizonyult, 1740-ben átépítése mellett döntöttek. Az építkezések 1787-ig tartottak. A templom ekkor nyerte el mai barokk formáját s ugyanekkor bővítették ki az eredetileg két hajós templomot háromhajóssá. 

## Leírása
A templomhoz egy meredek lépcsősor vezet. A főhomlokzatot korinthoszi oszlopok díszítik. A főbejárat feletti dombormű a purgatórium lelkeinek allegórikus ábrázolása. A templom főoltára polikróm márványból készült a 18. század végén. Az oltárkép, amely a Purgatórium Lelkeit ábrázolja Francesco Manno munkája szintén a 18. század végéről. A